# Tsūtenkaku

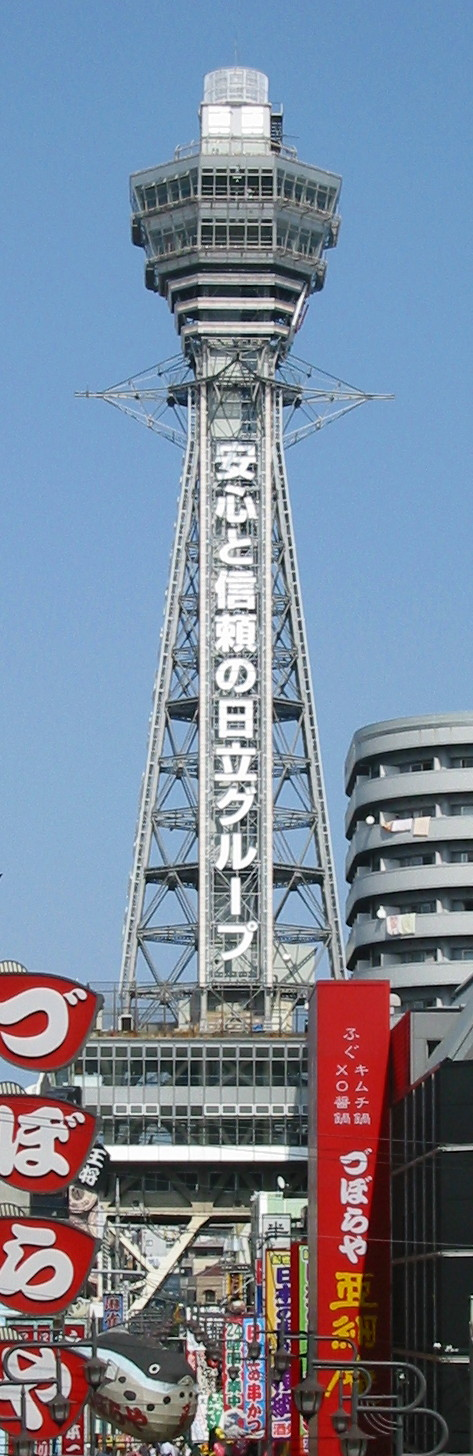
Tsūtenkaku, en el distrito Shinnekai en Osaka.

Tsūtenkaku (通天閣?   "rozando el cielo") es una estructura autoportante de 103 metros de altura situada en el distrito Shinsekai en Osaka, Japón. Es un monumento típico de la ciudad y un símbolo del progreso del país tras la II Guerra Mundial.

## Historia de la torre

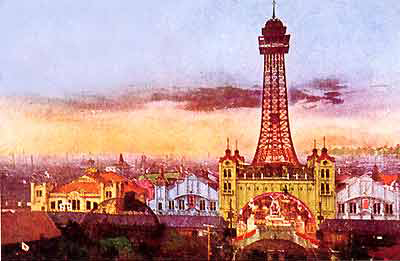
La primera torre Tsūtenkaku, erigida en 1912 y desmontada en la II Guerra Mundial.

En 1912, el parque de atracciones Luna construyó una torre metálica de 64 metros de altura (la segunda más alta de Asia). Poco a poco se convirtió en un atractivo turístico nacional, y personas de todo Japón comenzaron a visitar el parque y la torre. A la misma se accedía desde un teleférico, el cual partía del suelo. Poco a poco ganó dos sobrenombres: "la torre que roza al cielo (Tsūtenkaku)" y la "torre de la luna".
Cuando en la década de 1920 el teleférico dejó de funcionar, se abrió un ascensor en la base de la torre, por lo que no se alteró el normal funcionamiento de la misma. Pero en 1943, en plena II Guerra Mundial, y debido a un grave incendio, la estructura fue desarmada y se fundió el acero del que estaba construida para reutilizarlo como metal apto para armamento. Además, el primer Tsūtenkaku fue destruido como una medida de estrategia militar, puesto que podría funcionar como un gran señuelo para los incipientes bombardeos americanos en la zona.
Ya en 1956, con el milagro económico japonés, Hitachi y el ayuntamiento forman la compañía Tsūtenkaku Kanko Co. Ltd., y se procede a construir nuevamente la torre en su localización original, siguiendo diseños del ingeniero Tachu Naito, el llamado "padre de las torres" de Japón. Tiene una mayor altura (39 metros más) y un diseño distinto al anterior. Este nuevo diseño es resistente a terremotos y tifones, y además es de estética más moderna, no como el anterior, basado en la Torre Eiffel.
Desde entonces, Hitachi actúa como patrocinador de la torre, y es muy típico ver los anuncios iluminados tanto del ayuntamiento de Osaka (mensaje de servicio público) como de la propia compañía. Estos anuncios sólo se apagaron durante la crisis del petróleo de 1973.

## Billiken
En la plataforma de observación del quinto piso se encuentra un altar dedicado a Billiken, un Dios de la Felicidad o  "de las cosas como deberían ser." Billiken, un famoso muñeco de comienzos del siglo XX, una especie de divinidad hindú sonriente creado por la estadounidense Florence Pretz, que llegó a Japón hacia 1910 como regalo para la ciudad de Osaka, y se lo colocó en un altar en el Luna Park cuando el mismo fue inaugurado. Cuando el parque cerró en 1923, la estatua de madera de Billiken se extravió. En un intento por revivir el atractivo de la torre, se fabricó una copia de Billiken a partir de una vieja fotografía y se la colocó en un santuario en el cuarto piso de la torre en 1979. La estatua de Billiken ha quedado muy asociada con la torre y es un símbolo popular de buena suerte. Cada año miles de visitantes colocan una moneda en su caja de donaciones y frotan la planta de sus pies para ayudar a que se cumplan sus deseos.

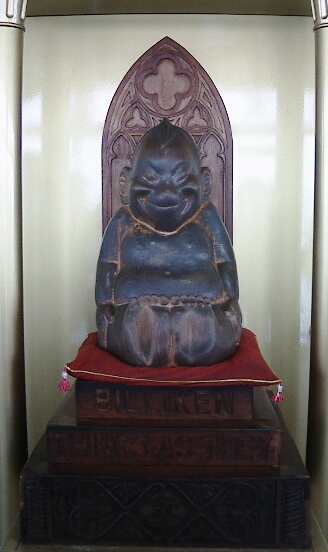
Billiken, el dios sonriente.